# Roche aux Fées Communauté
Roche aux Fées Communauté est une communauté de communes française située dans le département d'Ille-et-Vilaine et la région Bretagne.

## Histoire
La communauté de communes a été créée le 24 décembre 1993 par arrêté préfectoral et regroupait dix-neuf communes des cantons de Janzé et de Retiers. Elle a succédé au SIVOM du Pays de la Roche-aux-Fées créé le 3 mars 1990.
Plusieurs communes quittent l'intercommunalité au cours des années 2010 :
- Piré-sur-Seiche, au 1er janvier 2012, qui rejoint la communauté de communes du Pays de Châteaugiron.
- Bais et Rannée, au 1er janvier 2014, qui intègrent Vitré Communauté.

Le 27 mars 2018, la communauté de communes Au Pays de la Roche aux Fées est renommée Roche aux Fées Communauté.

## Territoire communautaire

### Géographie
Située dans le sud-est  du département d'Ille-et-Vilaine, Roche aux Fées Communauté regroupe 16 communes et s'étend sur 369,3 km2.

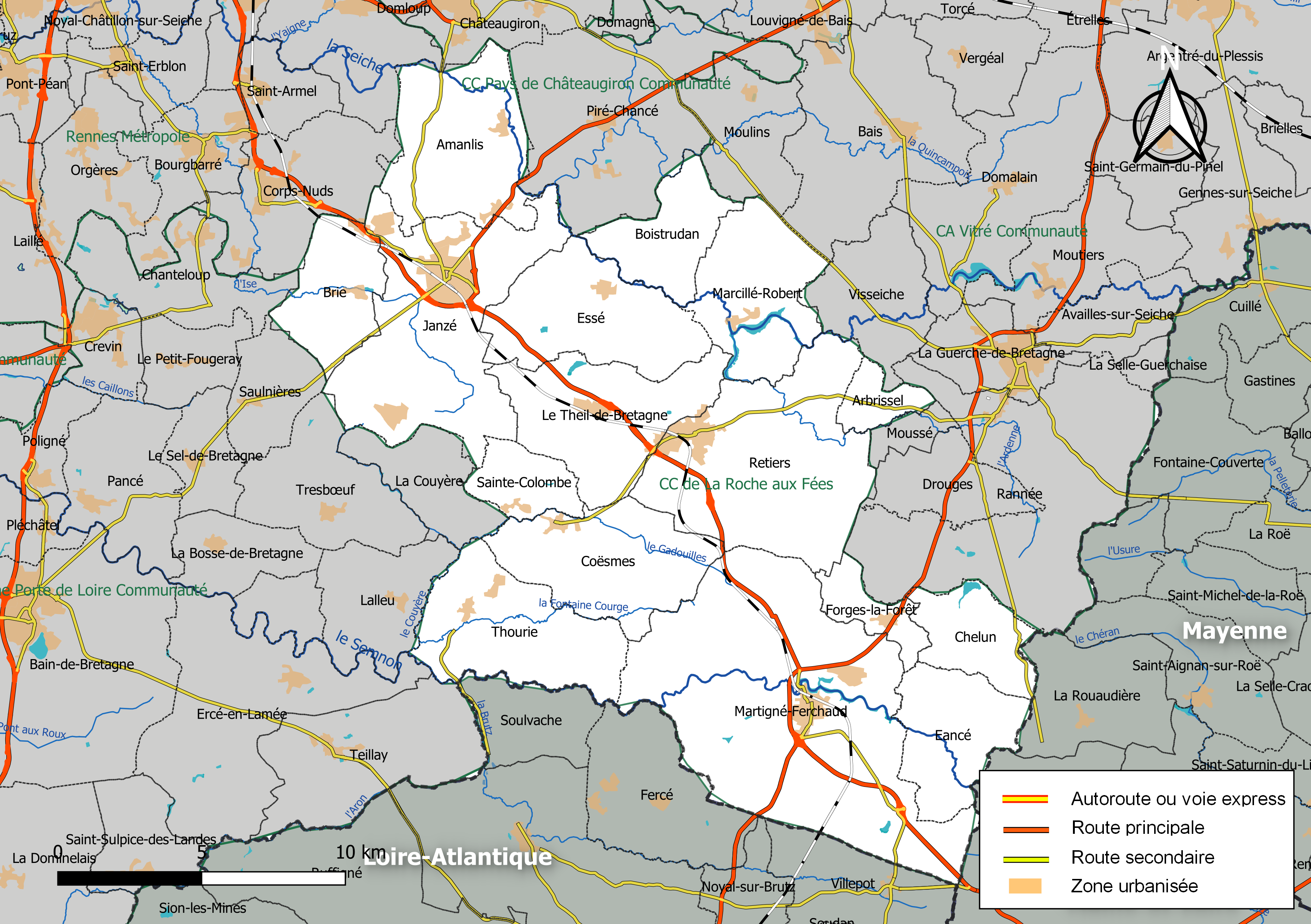
Carte du territoire de Roche aux Fées Communauté au 1er janvier 2019.

### Composition
La communauté de communes est composée des 16 communes suivantes :

| Nom                  | Code Insee | Gentilé       | Superficie (km2) | Population (dernière pop. légale) | Densité (hab./km2) |
| -------------------- | ---------- | ------------- | ---------------- | --------------------------------- | ------------------ |
| Retiers (siège)      | 35239      | Restériens    | 41,38            | 4 553 (2022)                      | 110                |
| Amanlis              | 35002      | Amanlisiens   | 25,25            | 1 765 (2022)                      | 70                 |
| Arbrissel            | 35005      | Arbrisselois  | 4,62             | 270 (2022)                        | 58                 |
| Boistrudan           | 35028      | Boistrudanais | 12,8             | 726 (2022)                        | 57                 |
| Brie                 | 35041      | Briens        | 13,56            | 1 014 (2022)                      | 75                 |
| Chelun               | 35077      | Chelunais     | 11,25            | 354 (2022)                        | 31                 |
| Coësmes              | 35082      | Coësmois      | 23,24            | 1 435 (2022)                      | 62                 |
| Eancé                | 35103      | Eancéens      | 16,5             | 430 (2022)                        | 26                 |
| Essé                 | 35108      | Esséens       | 23,19            | 1 028 (2022)                      | 44                 |
| Forges-la-Forêt      | 35114      | Fèvres        | 6,04             | 265 (2022)                        | 44                 |
| Janzé                | 35136      | Janzéens      | 41,26            | 8 618 (2022)                      | 209                |
| Marcillé-Robert      | 35165      | Marcilléens   | 20,3             | 994 (2022)                        | 49                 |
| Martigné-Ferchaud    | 35167      | Martignolais  | 74,1             | 2 632 (2022)                      | 36                 |
| Sainte-Colombe       | 35262      |               | 7,58             | 364 (2022)                        | 48                 |
| Le Theil-de-Bretagne | 35333      | Theillais     | 24,2             | 1 720 (2022)                      | 71                 |
| Thourie              | 35335      | Thourisiens   | 24,04            | 857 (2022)                        | 36                 |

### Démographie
| 1968   | 1975   | 1982   | 1990   | 1999   | 2010   | 2015   | 2016   | 2017   |
| ------ | ------ | ------ | ------ | ------ | ------ | ------ | ------ | ------ |
| 19 670 | 19 289 | 19 043 | 18 868 | 19 618 | 24 988 | 26 222 | 26 310 | 26 354 |

| 2018   | 2019   | 2020   | 2021   | - | - | - | - | - |
| ------ | ------ | ------ | ------ | - | - | - | - | - |
| 26 460 | 26 714 | 26 834 | 26 910 | - | - | - | - | - |

## Administration

### Siège

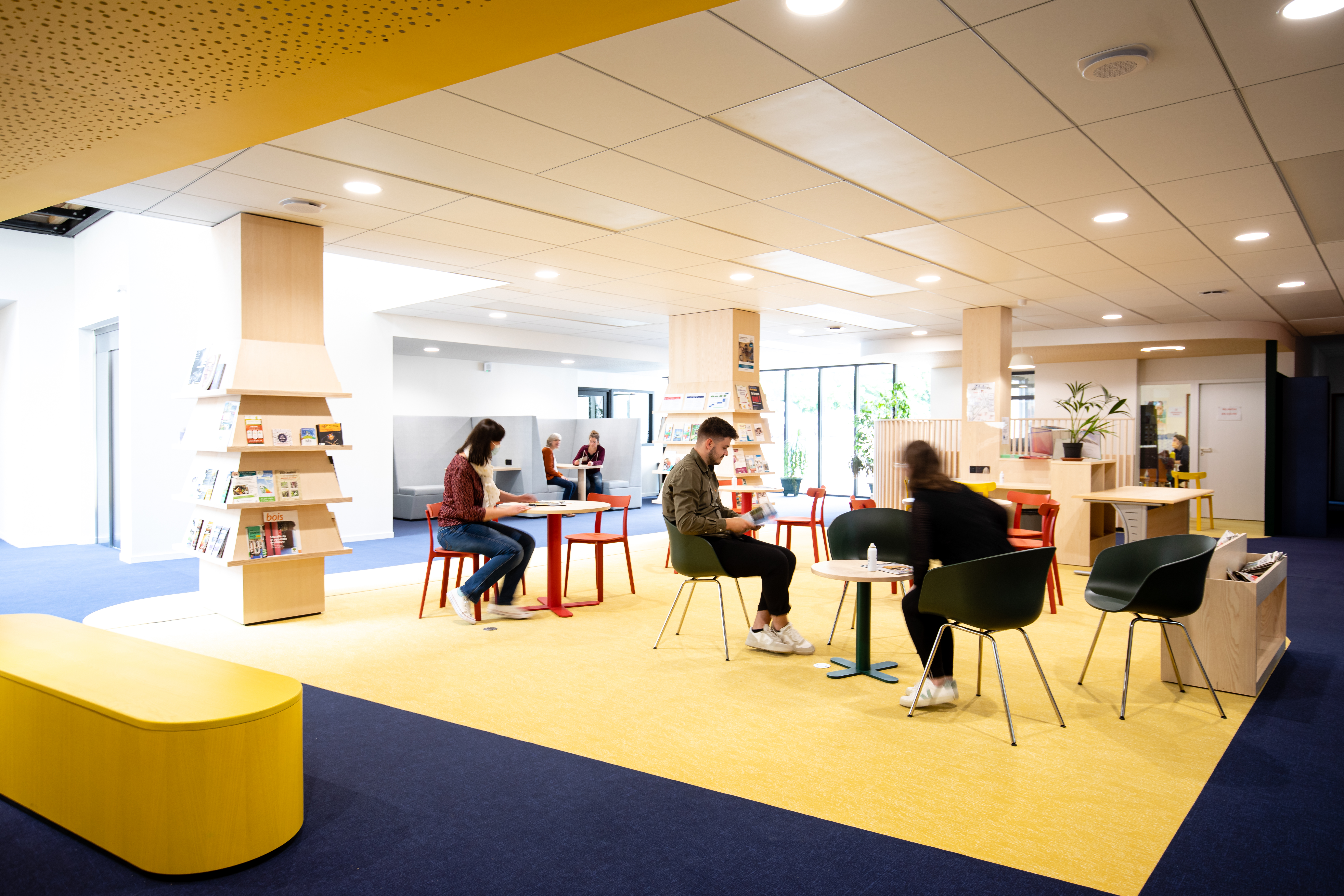
La Passerelle, siège de Roche aux Fées Communauté, à Retiers.

Le siège de la communauté de communes est à Retiers, 16 rue Louis Pasteur.

### Tendances politiques
| Commune              | Maire             | Étiquette | Étiquette |
| -------------------- | ----------------- | --------- | --------- |
| Amanlis              | Loïc Godet        |           | DVD       |
| Arbrissel            | Thomas Bardy      |           | DVD       |
| Boistrudan           | Anne Renault      |           | DVC       |
| Brie                 | Bruno Pelletier   |           | DVG       |
| Chelun               | Christian Sorieux |           | LR        |
| Coësmes              | Luc Gallard       |           | MoDem     |
| Eancé                | Raymond Soulas    |           | DVD       |
| Essé                 | Joseph Geslin     |           | DVD       |
| Forges-la-Forêt      | Yves Boulet       |           | DVD-LR    |
| Janzé                | Hubert Paris      |           | DVG       |
| Marcillé-Robert      | Laurent Divay     |           | DVD       |
| Martigné-Ferchaud    | Patrick Henry     |           | DVG       |
| Retiers              | Thierry Restif    |           | DVD       |
| Sainte-Colombe       | Julien Richard    |           | DVC       |
| Le Theil-de-Bretagne | Benoit Clément    |           | DVC       |
| Thourie              | Daniel Bordier    |           | DVD-LR    |

### Conseil communautaire
Les 43 conseillers titulaires sont ainsi répartis selon le droit commun comme suit :
| Nombre de conseillers | Communes                                                              |
| --------------------- | --------------------------------------------------------------------- |
| 11                    | Janzé                                                                 |
| 6                     | Retiers                                                               |
| 4                     | Martigné-Ferchaud                                                     |
| 3                     | Amanlis, Le Theil-de-Bretagne                                         |
| 2                     | Brie, Coësmes, Essé, Marcillé-Robert, Thourie                         |
| 1                     | Arbrissel, Boistrudan, Chelun, Eancé, Forges-la-Forêt, Sainte-Colombe |

### Élus
La communauté de communes est administrée par son conseil communautaire constitué en 2020 de 43 conseillers communautaires, qui sont des conseillers municipaux représentant chacune des communes membres.
À la suite des élections municipales de 2020 en Ille-et-Vilaine, le conseil communautaire du 15 juillet 2020 a réélu son président, Luc Gallard, maire de Coësmes, ainsi que ses 10 vice-présidents. Depuis cette date, la liste des vice-présidents est la suivante :
|     | Attributions                                           | Identité             | Qualité                         |
| --- | ------------------------------------------------------ | -------------------- | ------------------------------- |
| 1er | Économie, emploi et insertion                          | Hubert Paris         | Maire de Janzé                  |
| 2e  | Transition énergétique, climatique et environnementale | Thierry Restif       | Maire de Retiers                |
| 3e  | Agroécologie, eau et biodiversité                      | Patrick Henry        | Maire de Martigné-Ferchaud      |
| 4e  | Habitat, urbanisme et mobilité                         | Daniel Bordier       | Maire de Thourie                |
| 5e  | Culture et ressources humaines                         | Dominique Cornillaud | 5e adjoint au maire de Janzé    |
| 6e  | Tourisme                                               | Anne Renault         | Maire de Boistrudan             |
| 7e  | Petite enfance, enfance et jeunesse                    | Véronique Rupin      | 5e adjointe au maire de Retiers |
| 8e  | Transition numérique                                   | Loïc Godet           | Maire d'Amanlis                 |
| 9e  | Sport et finances                                      | Christian Sorieux    | Maire de Chelun                 |
| 10e | Travaux                                                | Joseph Geslin        | Maire d'Essé                    |

Le bureau communautaire compte 9 autres membres :
1. François Goiset, adjoint au maire de Janzé, chargé du développement urbain et des ressources humaines
2. Véronique Brémond, conseillère municipale de Martigné-Ferchaud
3. Benoît Clément, maire du Theil-de-Bretagne
4. Laurent Divay, maire de Marcillé-Robert
5. Raymond Soulas, maire d'Eancé
6. Thomas Bardy, maire d'Arbrissel
7. Julien Richard, maire de Sainte-Colombe
8. Bruno Pelletier, maire de Brie
9. Yves Boulet, maire de Forges-la-Forêt

Ensemble, ils forment le bureau communautaire pour la période 2020-2026.

### Liste des présidents
| Période                                    | Période                         | Identité        | Étiquette | Qualité                                                   |
| ------------------------------------------ | ------------------------------- | --------------- | --------- | --------------------------------------------------------- |
| Syndicat intercommunal à vocation multiple |                                 |                 |           |                                                           |
| mars 1990                                  | janvier 1994                    | Laurent Beuchée | UDF       | Maire d'Essé (1983 → 2008)                                |
| Communauté de communes                     |                                 |                 |           |                                                           |
| janvier 1994                               | avril 2008                      | Laurent Beuchée | UDF       | Maire d'Essé (1983 → 2008)                                |
| avril 2008                                 | avril 2014                      | Michelle Clouet | UMP       | Maire de Retiers (2001 → 2014)                            |
| avril 2014                                 | En cours (au 22 septembre 2021) | Luc Gallard     | MoDem     | Maire de Coësmes (2008 → ) Réélu pour le mandat 2020-2026 |

### Régime fiscal et budget
La communauté de communes est un établissement public de coopération intercommunale à fiscalité propre.
Afin de financer l'exercice de ses compétences, l'intercommunalité perçoit la fiscalité professionnelle unique (FPU) – qui a succédé à la taxe professionnelle unique (TPU) – et assure une péréquation de ressources entre les communes résidentielles et celles dotées de zones d'activité.
Elle bénéficie par ailleurs de la dotation de solidarité communautaire (DSC).